# Mansur Ushurma
Lo sceicco Mansur Ushurma "l'elevato" (Aldy, 1760 – San Pietroburgo, 1794) è stato un religioso, condottiero e politico russo, che fu la guida e l'anima della resistenza contro l'espansionismo russo della Zarina Caterina la Grande in Caucaso durante l'ultima parte del XVIII secolo.
Rimane ancor oggi un leggendario eroe nazionale del popolo ceceno.

## Biografia
Nacque nell'aul di Aldy, presso il fiume Sunža e gli fu dato il nome di Ushurma. Divenne noto come lo sceicco Mansur. Nel 1784 lo sceicco Mansur, ora Imam, fu sconvolto dall'invasione russa nel Caucaso settentrionale. Proclamò quindi in quell'area un jihād, chiamato all'uso turco ghazavat (offensiva), contro i Russi che occupavano la Cecenia. Essendo stato istruito all'Islam in Daghestan, secondo le strette regole della legge islamica, tornò nel territorio di Noxche. Ordinò alla popolazione di Noxche di smettere di praticare molte delle loro antiche usanze pagane, come il culto degli antenati, di non fumare più tabacco, di sostituire la legge consuetudinaria (adat) con la legge islamica (shari'a) e di sforzarsi per realizzare l'unità islamica. Ciò non era evidentemente un compito facile, in una terra in cui la popolazione aveva a lungo vissuto seguendo le proprie antiche tradizioni e usanze e la propria fede religiosa. La tradizione islamica nella terra di Noxche, specialmente nelle montagne, non era così forte come lo era nel Daghestan, ma il jihàd che egli dichiarò era un ambizioso tentativo di conseguire l'unità, e questo attirava molte persone.
Nel 1785 lo sceicco Mansur sgominò le forze russe nella battaglia del fiume Sunža. La documentazione storica mostra come l'italiano col. Pieri, al servizio dei Russi, dovette assistere alla morte di più di 600 suoi soldati, riuscendo a salvare solo se stesso, 7 ufficiali e un centinaio di militari. Lo sceicco Mansur radunò forze di resistenza provenienti dal Daghestan attraverso la Kabarda. Molte delle forze erano daghestane e cecene e assommavano a più di 12.000 uomini a dicembre del 1785. Tuttavia lo sceicco Mansur patì una disfatta quando provò a penetrare nel territorio russo e fallì nel suo tentativo di prendere il forte di Kizljar. Di lì a poco fu sconfitto in una battaglia nella Kabarda. Dopo di ciò i Russi fortificarono le loro posizioni ma Caterina la Grande fece retrocedere le proprie forze dalla Georgia, attestandole lungo la linea del fiume Terek.
Nel 1786 Caterina la Grande abbandonò il nuovo forte di Vladikavkaz e non volle rioccuparlo fino al 1803.  Dal 1787 al 1791, durante la guerra russo-turca, lo sceicco Mansur si mosse dalla regione nord-occidentale caucasica degli Adygei, rafforzandovi le tradizioni islamiche. Condusse le popolazioni degli Adygei e dei Nogai all'assalto dei Russi, ma esse furono sgominate più volte. Nel giugno 1791 lo sceicco Mansur fu catturato nella fortezza turco-ottomana di Anapa, sul mar Nero. Fu condotto a San Pietroburgo e incarcerato a vita. Nel 1794 lo sceicco Mansur morì in prigione, diventando in breve una leggenda e un eroe del popolo ceceno.

## Ipotesi alternativa su un'altra identità
Secondo una versione alternativa, egli sarebbe stato in realtà un monaco italiano, Giambattista Boetti, nato a Camino (Monferrato, Piemonte) il 2 giugno 1743. Inviato come missionario a Mosul, provocò uno scandalo per un'avventura amorosa intessuta con la figlia del pascià locale. In seguito a una crisi di vocazione, si convertì all'Islam e avrebbe operato anche in Cecenia. Le ultime tracce di Boetti datano al 1780, data dopo la quale egli non dette più notizia di sé.